# مدير الكومية (أسلم)

تعديل مصدري - تعديل

مدير الكومية هي إحدى قرى عزلة أسلم الشام بمديرية أسلم التابعة لمحافظة حجة، بلغ تعداد سكانها 32 نسمة حسب تعداد اليمن لعام 2004.